# Niolo
El niolo és un formatge francès és un formatge de Còrsega, fabricat exclusivament a l'alta vall de Niolu. Es tracta d'un formatge elaborat a partir de llet d'ovella o cabra, amb la pasta tova i l'escorça rentada. Té un pes mitjà de 400 grams.
Després d'un afinament de 3 o 4 mesos en una cava humida, deixa anar una olor molt pronunciada i la pasta esdevé enganxosa el sabor, pot ser dolç, picant o fort segons el seu grau de maduració. El període òptim de degustació s'estén de l'abril a setembre, durant la transhumància.